# 埃卡特里妮·孔托赫里斯托普卢
埃卡特里妮-玛丽亚·孔托赫里斯托普卢（希臘語：Αικατερίνη-Μαρία Κοντοχριστοπούλου，1997年6月10日—）是一名希腊女子击剑运动员，主攻花剑。她在2014年参加南京青奥，在女子个人花剑项目上止步八分之一决赛。2015年，她出战欧洲运动会，在女子个人花剑十六分之一决赛中不敌俄罗斯选手Diana Yakovleva出局。2016年里约奥运，她在女子个人花剑上不敌越南选手杜氏英，止步三十二分之一决赛。